# Дискордіанізм

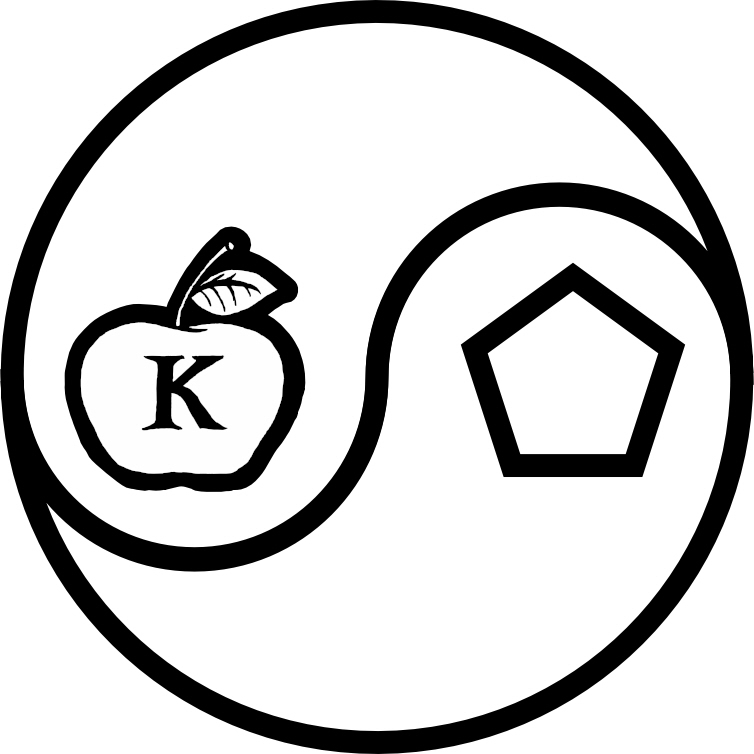
Священний Кау (Sacred Chao), символ дискордіанізму

Дискордіанізм — пародія на релігію чи релігія, що маскується під пародію. На відміну від традиційних релігій, що проповідують гармонію, дискордіанізм обожнює хаос. Головним божеством дискордіанізму є Ерида (давньоримське ім'я якої було Discordia), давньогрецька богиня розбрату, яка підкинула яблуко розбрату під час весілля у Пелея.
Основоположна книга — Principia Discordia (1958 чи 1959), написана Омаром Хаямом Равенхурстом (Керрі Торнлі) та Малакліпсом Молодшим (Грег Хілл).
Світову популярність дискордіанство отримало завдяки Роберту Антону Вілсону, який широко освітив його в своєму романі «Іллюмінатус!» (1975).